# عبد الجبار الجومرد
عبد الجبار محمد شيت الجومرد (1327 - 1391 هـ / 1909 - 1971 م) سياسي عراقي وأول وزير خارجية عراقي في العهد الجمهوري بعد ثورة 14 تموز

## ولادته ونشأته
ولد عبد الجبار الجومرد بمدينة الموصل شمال العراق في كانون الأول (ديسمبر) 1909، في محلة حوش الخان.
نشأ عبد الجبار وتربى في بيت يرعاه أب مولع بالعلم، حيث كان والده محمد شيت يعقد مجلسا ليليا خاصا يؤمه أصدقاؤه من العلماء وحفظة القران الكريم والشعراء، وأمام ناظري الفتى مكتبة عامرة تجمع في ثناياها مختلف أنواع الكتب.

## تعليمه
في عام 1914 أدخله والده الكتاتيب، فقرأ القران وأتم ختمته وهو في الثامنة من عمره.
في عام 1921 دخل المدرسة الابتدائية في (المدرسة القحطانية)، وعندما لاحظ عبد العزيز النوري (مدير المدرسة) قوة ذكائه وسرعة حفظه وقدرته على القراءة والكتابة الجيدة أدخله في الصف الثالث الابتدائي.
دخل الجومرد المدرسة الثانوية الوحيدة يومئذ في الموصل عام 1925.
التحق بدار المعلمين الابتدائية ببغداد وتخرج منها سنة 1929.
واصل دراسته في المعهد العربي للحقوق في دمشق وتخرج فيه سنة 1935، وعاد إلى الموصل ليمارس المحاماة.
في سنة 1936 التحق بالبعثة العلمية العراقية في باريس وحصل على الدكتوراه عن رسالته الموسومة: «الدستور العراقي عام 1925 بين النظرية والتطبيق «وذلك سنة 1940.
لم يستطع العودة إلى العراق بسبب ظروف الحرب العالمية الثانية فاستثمر بقاءه في باريس بدراسة جديدة للدكتوراه ليحصل على دكتوراه في الأدب من جامعة باريس باطروحته عن (الأصمعي).

## مواهبه
كان الفتى متعدد الهوايات، فقد كان لاعبا مرموقا في كرة القدم وهو ما قاده للترشيح إلى منتخب الموصل لكرة القدم وقتئذ، وكان ينظم الشعر ويلقيه أمام الطلاب كل خميس وبذا أصبح شاعر المدرسة بلا منازع.
لم تقتصر نشاطات الجومرد في الثانوية على الرياضة والشعر، بل مارس هواية التمثيل أيضا.
وعلى ما يبدو فأن هوايات الجومرد كانت سببا في رسوبه بالرياضيات مما ترك أثرا كبيرا في نفسه وفي مجرى حياته. فقد أطبق عليه الحزن وأدى به إلى مرض الزمه الفراش، ومع تماثله للشفاء شد رحاله إلى بغداد، وكان ذلك من دون حصوله على شهادة الدراسة الثانوية في الموصل.

## من مؤلفاته
كتاب (هارون الرشيد..حقائق عن عصره) مرجع هام لتاريخ الدولة العباسية وملابساتها من قبل نشأتها إلى نهاية القرن الثاني وبدايات القرن الثالث الهجري

## الجومرد وضريح الرشيد
ذكر العلامة سالم الآلوسي، أن الرئيس أحمد حسن البكر في بداية حكمه، طالب إيران باسترجاع رفات الخليفة هارون الرشيد، كونه رمز لبغداد في عصرها الذهبي، وذلك بدعوة وحث من عبد الجبار الجومرد وزير الخارجية العراقي السابق في عهد عبد الكريم قاسم، ولكن إيران امتنعت، وبالمقابل طلبت استرجاع رفات الشيخ عبد القادر الكيلاني، كونه من مواليد كيلان في إيران، وعندها طلب الرئيس من العلامة مصطفى جواد، بيان الأمر، فأجاب مصطفى جواد: أن المصادر التي تذكر أن الشيخ عبد القادر مواليد كيلان في إيران، مصادر تعتمد رواية واحدة وتناقلتها بدون دراسة وتحقيق، أما الأصوب فهو من مواليد قرية تسمى (الجيل) قرب المدائن، ولا صحة كونه من إيران أو أن جده اسمه جيلان، وهو ما أكّده العلامة حسين علي محفوظ في مهرجان جلولاء الذي أقامه اتحاد المؤرخين العرب وكان الآلوسي حاضرا أيضا سنة 1996، وفعلا أبلغت مملكة إيران بذلك ولكن بتدخل من دولة عربية اغلق الموضوع.، بل في عام 1958م و1960م ذُكرتْ نُسبته إلى الجيلي فقط حيناً، ولم يُكتب (الكيلاني) إلا بين قوسين.

## وفاته
في سنة 1945 بدأت بوادر مرض السكر تظهر عليه ومع أنه اتخذ الاحتياطات اللازمة من قبيل الحمية وما شاكل إلا أن المرض أخذ –بمرور الزمن –يتفاقم عليه كما ظهر عنده عجز في القلب لهذا انصرف في أخريات حياته إلى قراءة القران الكريم وإكمال تأليف ما لديه من كتب وكان يخطط لحضور مهرجان أبي تمام في مدينة الموصل والذي كان من المقرر عقده في 11 كانون الأول-ديسمبر سنة 1971 لتحضره وفود أدبية وشعرية من مختلف الدول العربية إلا أنه سقط صريعا بالمرض مساء يوم 29 تشرين الثاني-نوفمبر سنة 1971 م .